# Alchemilla aperta
Alchemilla aperta es una especie de planta del género Alchemilla, perteneciente a la familia Rosaceae.

## Taxonomía
Alchemilla aperta fue descrita por Juz. en 1954.

## Distribución
Se encuentra en el territorio sur de Siberia.